# Kigali
Kigali är huvudstaden och den största staden i Rwanda och beräknas ha cirka 1,26 miljoner invånare 2015. Staden ligger i centrala Rwanda och har lätt industri och handel med jordbruksprodukter. Kigali är en av landets fem provinser.

## Historia
År 1885 blev Rwanda en del av Tyska Östafrika och år 1907 grundade Tyskland staden Kigali som ett administrativt centrum. Kigali förblev en liten kolonipost med liten kontakt med omvärlden fram till första världskriget. Den 6 maj 1916 invaderades staden av trupper från Belgien, vilka tog över kolonin, men flyttade administrationen till Nyanza. Under det belgiska styret växte Kigali  blygsamt, och när Rwanda blev självständigt 1962 hade staden endast 5 000-6 000 invånare.
En kort tid efter självständigheten utsågs Kigali till Rwandas huvudstad. Efter det att landets myndighetsfunktioner flyttat till staden, växte den snabbt till 150 000 invånare 1984. Staden fortsatte att växa kraftigt fram till folkmordet i Rwanda (1994). Från den 7 april 1994 genomfördes massakrer på tutsier av hutuer.

## Geografi
Staden är byggd i ett kuperat landskap med många kullar. Den högsta av dessa kullar är berget Kigali med en höjd på 1 850 meter över havet.

## Administrativ indelning
Rwanda är indelat i 4 provinser varav huvudstaden Kigali är en egen provins, som i sin tur är indelad i de tre distrikten Gasabo, Kicukiro, och Nyarugenge. De övriga 4 provinserna, The Northern Province, The Southern Province, The Eastern Province, The Western Province är i sin tur indelade i district inom provinsen. Antalet district i Rwanda är 30 st.

## Sport
- APR FC (fotbollsklubb);
- Hemmaarena: Stade Régional Nyamirambo.[8] (kapacitet: 22 000)

## Transport
Kigalis internationella flygplats, med dagliga avgångar till Nairobi och Entebbe, är belägen på toppen av en kulle och är något svårtillgänglig, varför en ny flygplats har föreslagits i området Nyamata omkring 40 kilometer från Kigali. Istället för Nyamata kommer dock den nya Bugesera internationella flygplats att byggas, 24 kilometer ifrån Kigali. Bygget skall påbörjas under 2013 och den första delen beräknas vara färdig 2017.

### Internationellt
Det finns flera dagliga bussavgångar som avgår från Kigali till destinationer i östra Afrika. De allra flesta avgår från Nyabugogo busstation.
- Jaguar Executive Coaches, med avgångar till Kampala (via Gatuna eller via Kayonza och Kagitumba).
- Akamba Bus Services, till Kampala (åtta timmar), Nairobi (24 timmar), Dar es-Salaam (36 timmar) och Mombasa (32 timmar).
- Onatracom Express, mellan Kigali och Kampala.
- Yahoo Car Express, minibusstrafik mellan Kigali och Bujumbura i Burundi.
- Kampala Coach Ltd., till Kampala (åtta timmar), Nairobi (24 timmar), Dar es-Salaam (36 timmar) och Mombasa (32 timmar).

### Nationellt
Kigali är huvudnavet i det rwandiska transportnätverket, med expressbussar till alla större städer i landet. De främsta bussbolagen är Atraco, Stella, Omega, Okapi, Imapala (minibussar) och Onatracom, som erbjuder större busstjänster, medan Vulcano Express (till Butare), Virunga Express och Onatracom (till Ruhengeri), Muhabura Express (till Ruhengeri och Gisenyi) kör enligt ett fast körschema. Det finns också taxitjänster (matatus) från Kigali till flera större städer.

### Lokalt
För kollektivtrafik inom Kigali används främst matatu, minibussar. De större stationer för dessa är Mu (Mujyi) (stadscentrum), Nyabugogo, Kacyiru, Kimironko och Remera. 

### Privatliv
Kigali har många taxibilar och motorcykeltaxi (taxi moto).